# 刘志坚
刘志坚（1912年1月23日—2006年3月11日），生于湖南省平江县，中国人民解放军开国中将。

## 简介
1928年参加平江起义。1930年加入中国共产主义青年团，1931年转入中国共产党。长期在军队中担任政治工作领导，曾任红三军团政治部宣传部部长，参加了长征。抗日战争中任八路军129师东进纵队政治委员，冀南军区政治部主任，曾在日寇扫荡中负伤被俘，后被战斗英雄楚大明救出。第二次国共内战时期，他任晋冀鲁豫军区第十纵队政治委员，桐柏军区政治委员，第二野战军四兵团副政治委员兼政治部主任。
中华人民共和国成立后，他开始被调出准备被派往英国担任大使，后改任中共中央军委情报部副部长、部长。中国人民解放军总政治部宣传部部长，总政治部副主任，1955年被授予中将军衔，是第一批175名中将中的成员之一。并荣获一级八一勋章，一级独立自由勋章、一级解放勋章。
文化大革命爆发时，他被任命为中央文化革命小组副组长，全军文革小组组长，后因得罪江青被打倒，1975年被重新起用为军事科学院政治委员，而后由邓小平亲自谈话被派往昆明军区第一政治委员，协助司令员杨得志组织对越自卫还击作战西线作战。后任中国人民解放军政治学院院长兼政治委员。是中共第十二届中央委员。一九八五年在中国共产党全国代表会议上被增选为中央顾问委员会委员。1988年7月被中央军委授予中国人民解放军一级红星功勋荣誉章。2006年3月11日在北京去世。